# 圣埃伦娜 (马拉尼昂州)
圣埃伦娜（葡萄牙語：Santa Helena）是巴西马拉尼昂州的一个市镇。总面积2308.403平方公里，总人口30986人，人口密度13.4人/平方公里。